# Codex Sangallensis 48
Der Codex Sangallensis 48 (Gregory-Aland no. Δ oder 037; von Soden ε 76) ist eine griechisch-lateinische Handschrift des Neuen Testaments, die auf das 9. Jahrhundert datiert wird. 

## Beschreibung
Sie besteht aus den vier Evangelien auf 198 Pergamentblättern mit einer Lücke in Johannes 19:17–35. Das Format ist 23 × 18,5 cm, der Text steht in einer Spalte von 17 bis 28 Zeilen. Spiritus und Akzente fehlen. Die Handschrift enthält die Eusebischen Tabellen, Listen der κεφαλαια, τιτλοι, Ammonianische Abschnitte, Eusebische Kanonen, und den Brief des Hieronymus an Damasus I. Die lateinische Übersetzung wurde zwischen die Zeilen geschrieben.

## Text
Der griechische Text des Codex repräsentiert den byzantinischen Texttyp in den Evangelien Matthäus, Lukas und Johannes, aber den alexandrinischen in Markus (ähnlich Codex Regius). Der Text des Codex wird der Kategorie III zugeordnet. Der lateinische Text ist größtenteils Vulgata, wurde jedoch bisweilen an den griechischen Text angepasst.
Es fehlt die Pericope Adulterae (Johannes 7,53–8,11).

## Geschichte
Diese Handschrift wurde im Westen, vielleicht im Kloster St. Gallen, von einem irischen Mönch im 9. oder 10. Jahrhundert geschrieben. Sie wurde durch Gerbert, Rettig, Scholz, Tregelles, und Rendel Harris untersucht.
Der Codex wird in der Stiftsbibliothek St. Gallen (Cod. Sang. 48) in St. Gallen verwahrt.